# 黃德福 (羽毛球運動員)
黄德福（1920年11月13日—1983年3月21日），馬來西亞前男子羽毛球運動員，曾於1939年至1958年間多次贏得全國冠軍，並參加許多國際比賽。
黄德福曾經四度代表馬來亞參加湯姆斯盃男子國際團體賽（1949、1952、1955、1958），其中前3次均獲得世界冠軍。在這四屆比賽當中， 他8次出賽雙打獲得全勝，6次出賽單打贏得4次勝利。
在有名望的全英公開賽，他曾經兩度贏得男子雙打比賽冠軍，分別是1949年搭配張成坤，以及1954年搭配王保林；另外在1949年也曾贏得男子單打亞軍，僅負於傳奇人物戴夫·佛里曼。
他於1983年死於心臟病，享年63歲。